# Coppa Davis 2010 Zona Americana Gruppo IV
Il Gruppo IV della Zona Americana (Americas Zone) è il quarto e ultimo livello di competizione della zona Americana, una delle tre divisioni zonali della Coppa Davis 2010.

## Classifica finale
|  |    | Classifica finale             |
|  | -- | ----------------------------- |
|  | 1. | Barbados (4-0)                |
|  | 2. | Honduras (3-1)                |
|  | 3. | Panama (2-2)                  |
|  | 4. | Trinidad e Tobago (1-3)       |
|  | 5. | Isole Vergini Americane (0-4) |

## Formula
Le cinque nazioni partecipanti vengono incluse in un unico girone (Pool) in cui ciascuna squadra affronta una volta tutte le altre. Le prime due in classifica vengono promosse al Gruppo III.

## Sede
- Centro Fred Maduro, Panama, Panama (terra - outdoor)

## Risultati
29 giugno 2010
- Trinidad e Tobago- Barbados: 1-2
  - Marshall (BAR) b. Y. Williams (TRI) 6-2, 6-1
  - Lewis (BAR) b. Cadogan (TRI) 6-2, 6-1
  - Gómez/Kabli (TRI) b. Moseley/S. Williams (BAR) 6-3, 6-4

29 giugno 2010
- Panama- Isole Vergini Americane: 2-1
  - Elien (IVA) b. Valdes (PAN) 2-6, 6-2, 6-1
  - A. González (PAN) b. Bass (IVA) 6-1, 6-1
  - A. González/J. González (PAN) b. Elien/Highfield (IVA) 6-4, 7-5

30 giugno 2010
- Panama- Honduras: 1-2
  - Álvarez (HON) b. J. González (PAN) 6-3, 6-2
  - A. González (PAN) b. Moncada (HON) 7-5, 7–6(5)
  - Álvarez/Moncada (HON) b. J. González/Valdes (PAN) 6-2, 6-4

30 giugno 2010
- Trinidad e Tobago- Isole Vergini Americane: 2-1
  - Oldfield (IVA) b. Y. Williams (TRI) 7–6(6), 7–6(4)
  - Cadogan (TRI) b. Elien (IVA) 7–6(6), 6-4
  - Gómez/Kabli (TRI) b. Bass/Oldfield (IVA) 6-4, 6-1

1º luglio 2010
- Isole Vergini Americane- Barbados: 0-3
  - Marshall (BAR) b. Oldfield (IVA) 6-2, 6-0
  - Lewis (BAR) b. Elien (IVA) 6-1, 6-3
  - Moseley/S. Williams (BAR) b. Bass/Oldfield (IVA) 6-3, 6-2

1º luglio 2010
- Trinidad e Tobago- Honduras: 1-2
  - Álvarez (HON) b. Y. Williams (TRI) 6-3, 6-3
  - Cadogan (TRI) b. Moncada (HON) 2-6, 6-3, 6-4
  - Álvarez/Moncada (HON) b. Gómez/Kabli (TRI) 6-2, 4-6, 6-3

2 luglio 2010
- Honduras- Barbados: 1-2
  - Marshall (BAR) b. Moncada (HON) 6-4, 6-4
  - Lewis (BAR) b. Turcios (HON) 6-2, 6-3
  - Pineda/Turcios (HON) b. Moseley/S. Williams (BAR) 6-0, 6-3

2 luglio 2010
- Panama- Trinidad e Tobago: 2-1
  - Y. Williams (TRI) b. J. González (PAN) 7-5, 2-6, 6-2
  - A. González (PAN) b. Cadogan (TRI) 6-3, 7–6(6)
  - A. González/J. González (PAN) b. Gómez/Kabli (TRI) 6-3, 7-5

3 luglio 2010
- Panama- Barbados: 1-2
  - A. González (PAN) b. Marshall (BAR) 6-4, 6-1
  - Lewis (BAR) b. Espinoza (PAN) 7-5, 6-1
  - Lewis/Moseley (BAR) b. J. González/Espinoza (PAN) 6-4, 6-3

3 luglio 2010
- Honduras- Isole Vergini Americane: 3-0
  - Álvarez (HON) b. Oldfield (IVA) 6-2, 6-4
  - Moncada (HON) b. Bass (IVA) 6-0, 6-2
  - Álvarez/Moncada (HON) b. Bass/Oldfield (IVA) 6-1, 6-0